# Museu de les Col·leccions d'Art

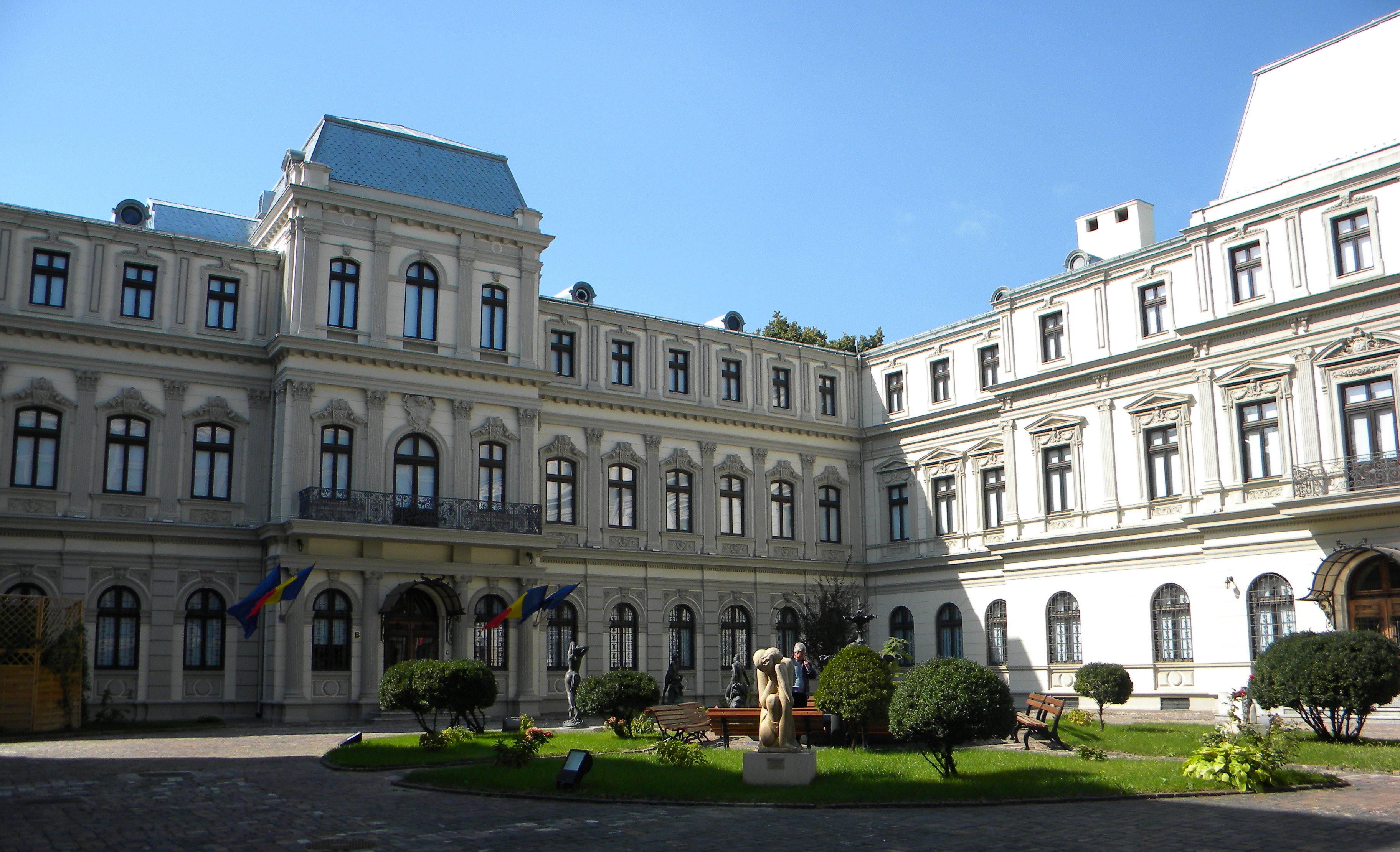
El Museu de les Col·leccions d'Art (Palatul Romanit)

El Museu de les Col·leccions d'Art (en romanès: Muzeului Col·leccions de Artă) és una sucursal del Museu Nacional d'Art de Romania i es troba a Bucarest. Es troba a la Calea Victoriei núm.111, a la cantonada de Calea Griviței, al palau Romanit, el primer tram del qual es va construir el 1822.
El museu conté 44 col·leccions donades a l’Estat romanès a partir del 1927 per les famílies de: Hurmuz Aznavorian, Dumitru i Maria Ştefănescu, Josefina i Eugen Taru, Emanoil Romulus Anca i Ortansa Dinulescu Anca, Garabet Avakian, Mircea Petrescu i Artemiza Petrescu, Sandu Lieblich, Sică Alexandrescu, Clara i Anatol E. Baconsky, Sorin Schächter, Céline Emilian, Marcu Beza - Hortensia i Vasile Beza, Alexandra i Barbu Slătineanu, Béatrice i Hrandt Avakian.
La col·lecció inclou diverses peces d'Àsia i l'Orient Mitjà i diverses peces d'artistes d'Europa occidental (inclòs un dibuix de Vincent van Gogh, però el cor de la col·lecció consisteix en treballs d'artistes romanesos de finals del segle xix i XX, inclòs Theodor Aman, Nicolae Grigorescu, Ioan Andreescu, Nicolae Tonitza, Gheorghe Petrașcu, Theodor Pallady, Lucian Grigorescu, Iosif Iser, Camil Ressu, Francisc Șirato, Alexandru Ciucurencu, Dimitrie Ghiață i Corneliu Baba. El lapidarium del museu acull objectes tallats en pedra de l'art romanès antic, entre els quals algunes peces extretes del monestir de Văcărești, enderrocades el 1986 per encàrrec de Nicolae Ceaușescu.
El museu va tornar a obrir oficialment el juny de 2013.

## Palau Romanit
La part original de Romanit Palace (romanés: Palatul Romanit) va ser erigit per a principis de segle 19 boyarda C. Faca a la cantonada del Carrer Victòria (continuació Podul Mogoşoaiei) i Calea Grivitei (continuació Podul Târgoviştei). Faca va morir abans que es completés i es va vendre a un grec anomenat Romanit. L'escriptor romanès Ion Ghica (1816-1897) va escriure sobre el luxós interior a les seves memòries: "... les parets de totes les cambres estucades, imitant el marbre més rar i bell, els sostres d'una riquesa i un gust rars. .. Les cambres de roba de llit tot l'hivern amb riques catifes d'Usack i Agem i a l'estiu amb estores fines de l'Índia; cobertes i gruixudes cortines de seda de Damasc i Alep. Cadires i sofàs, tots de caoba i banús, incrustats de nacre i figures de bronze daurat vestides amb pell de Còrdova. A totes les cambres, els canelobres penjaven de sostres amb garlandes entre portes i finestres, tots de cristall venecià. "

Després de la mort de Romanit el 1834, l'edifici va ser llogat el príncep (domnitor) Alexandru II Ghica, el 1834-1842, que hi va establir una cancelleria, on la gent podia venir a registrar queixes. El 1836, l'edifici va ser comprat per l'Estat, utilitzat primer com a oficina administrativa del Tribunal, però a la segona meitat del segle xix com a seu del Ministeri d'Hisenda. A mesura que el Ministeri necessitava més espai, es van afegir les dues ales, cosa que va donar lloc a la forma de "U" de l'edifici actual.

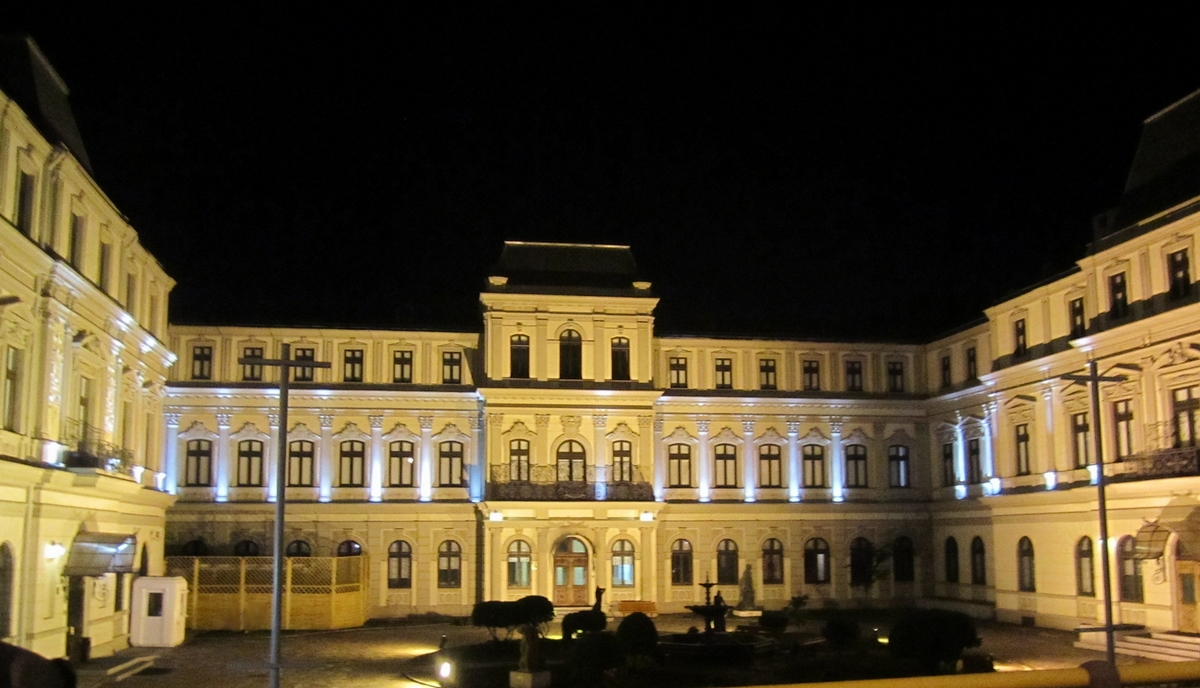
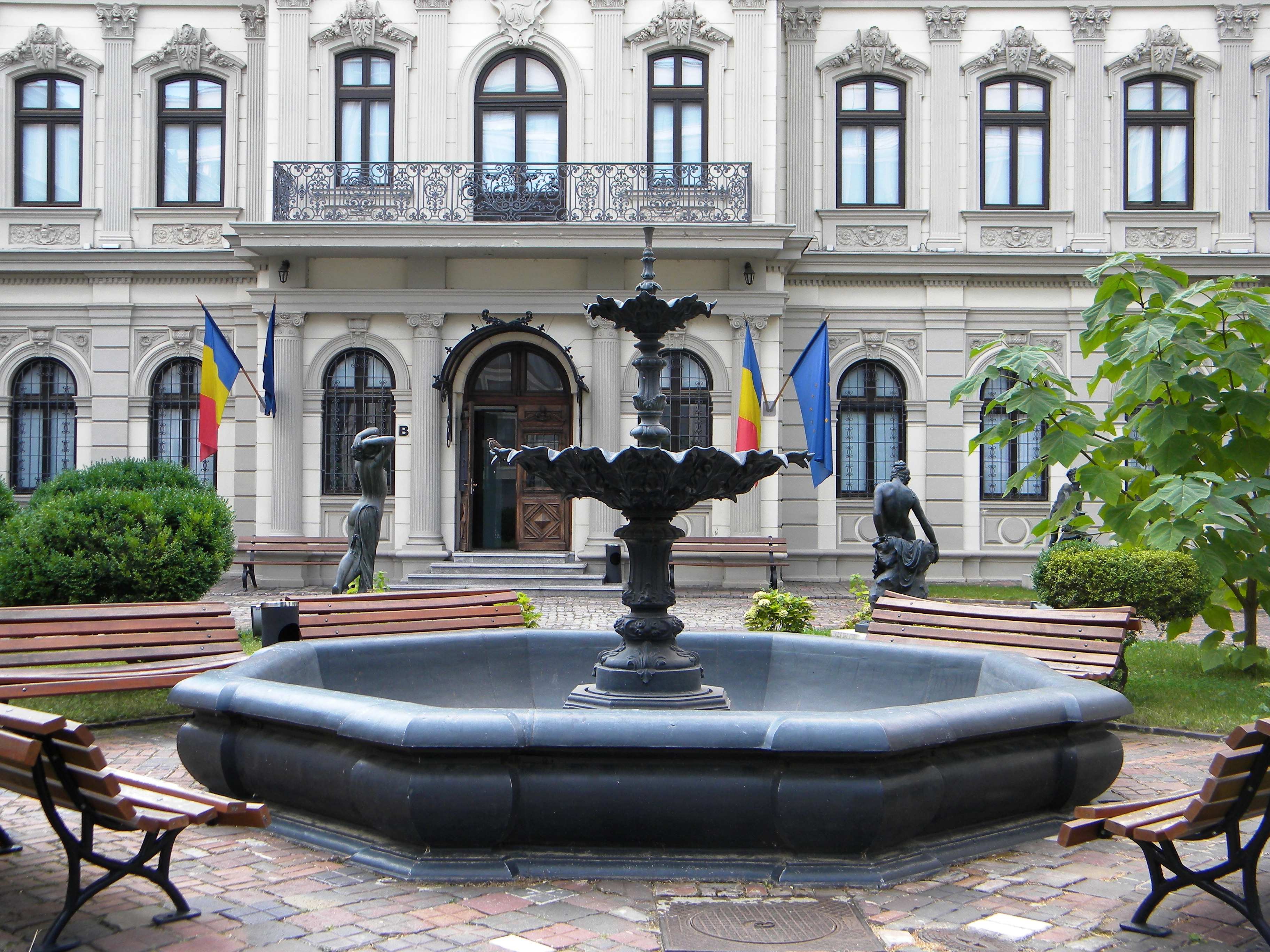
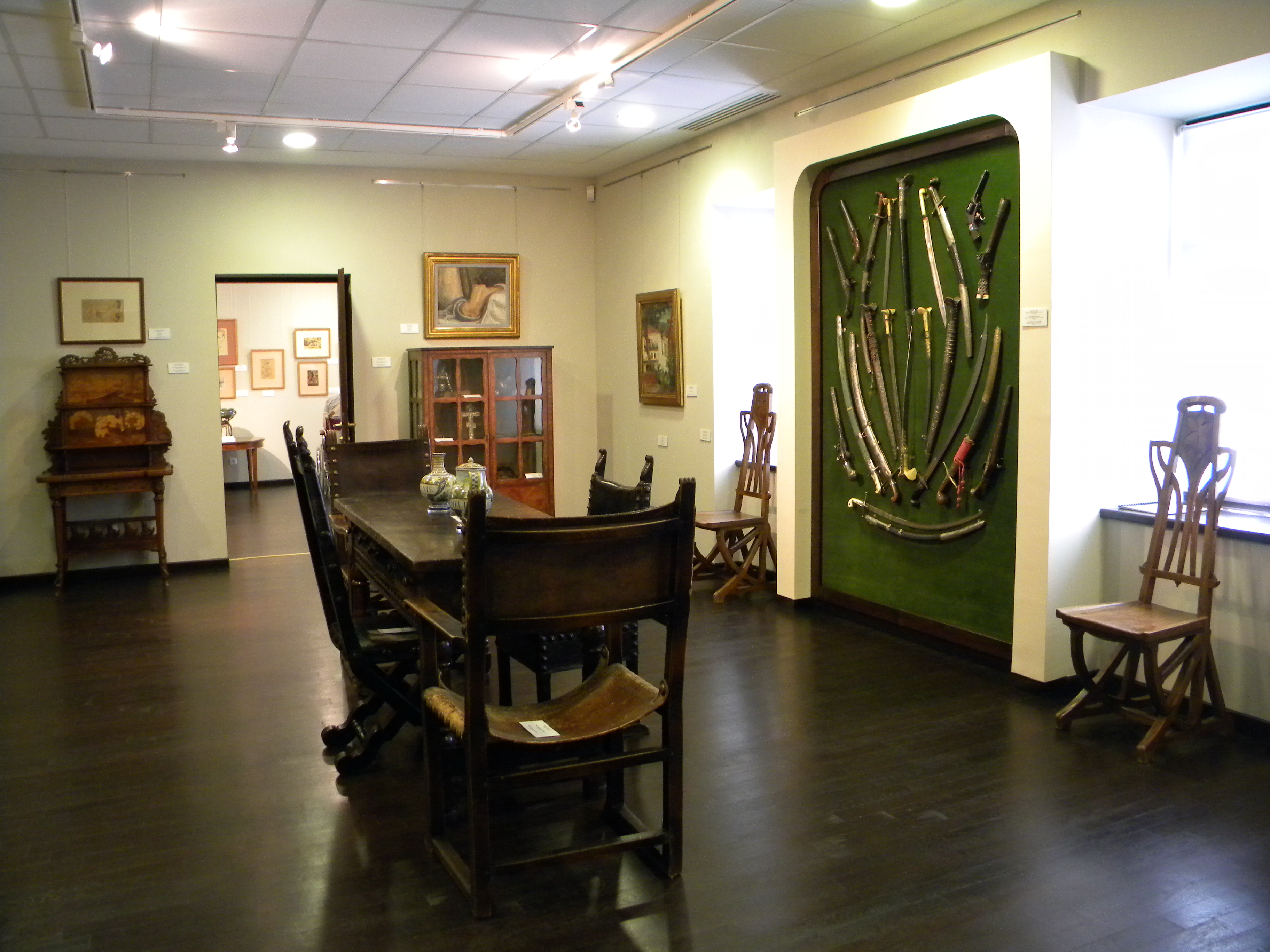
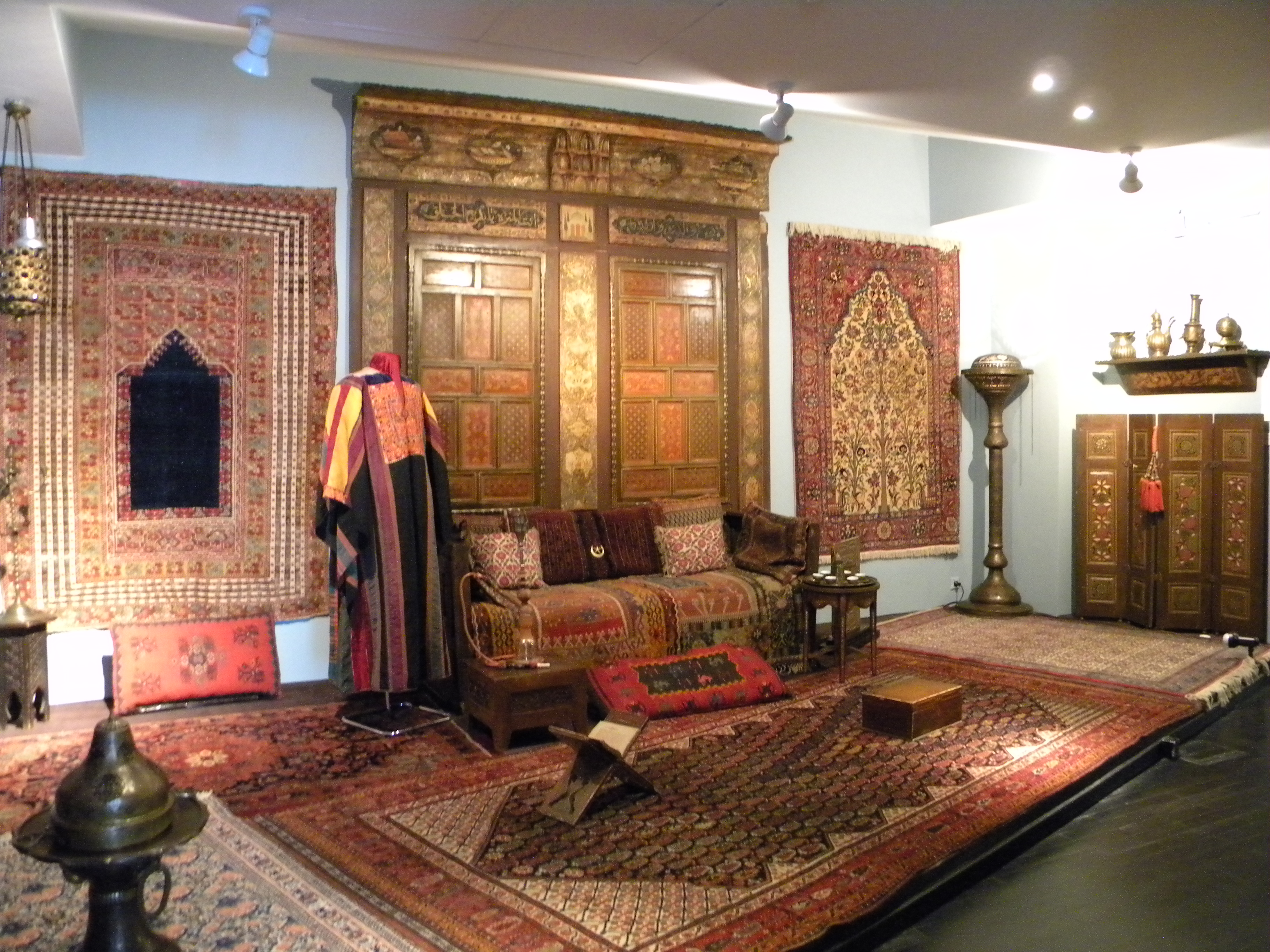
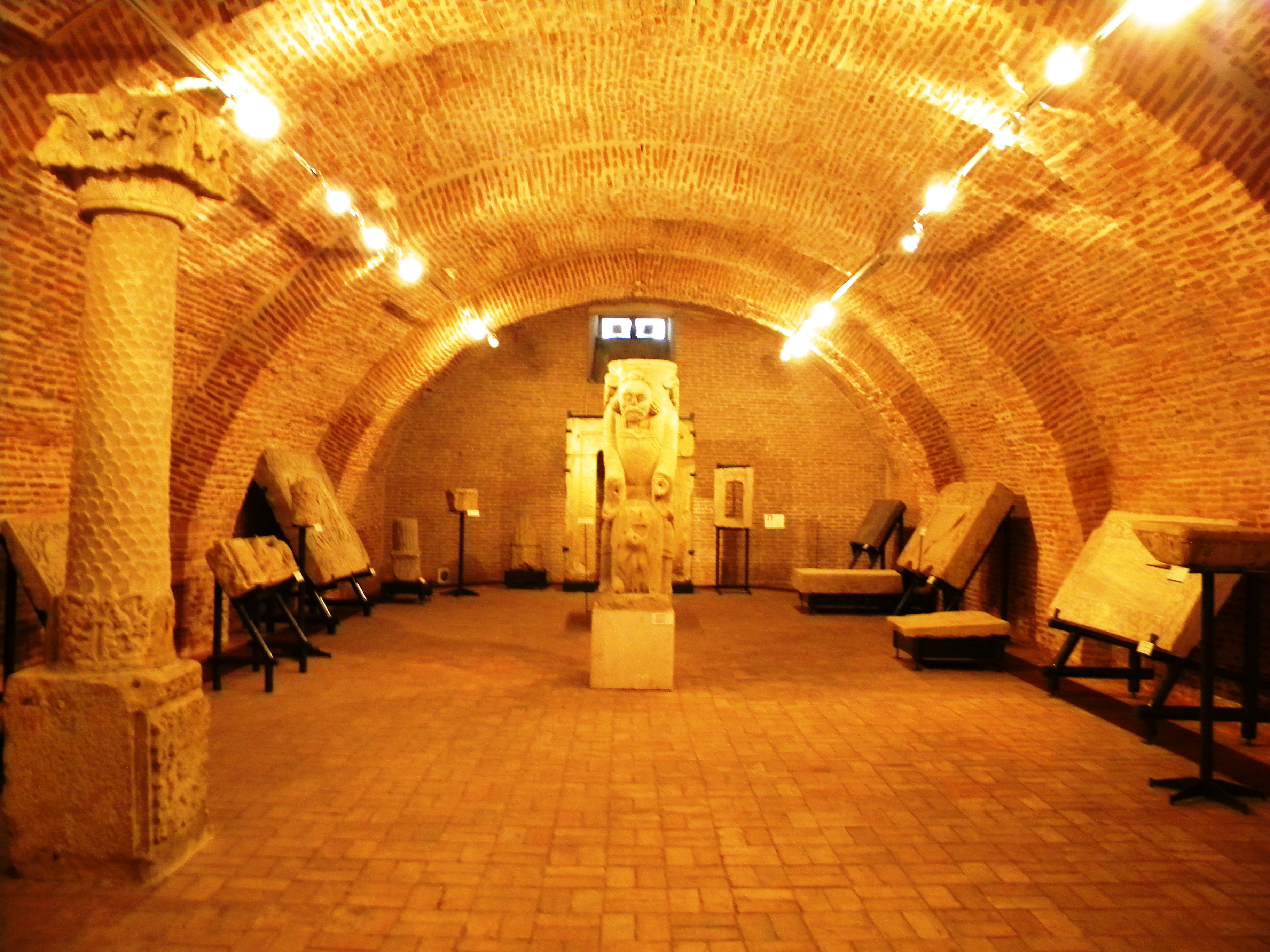
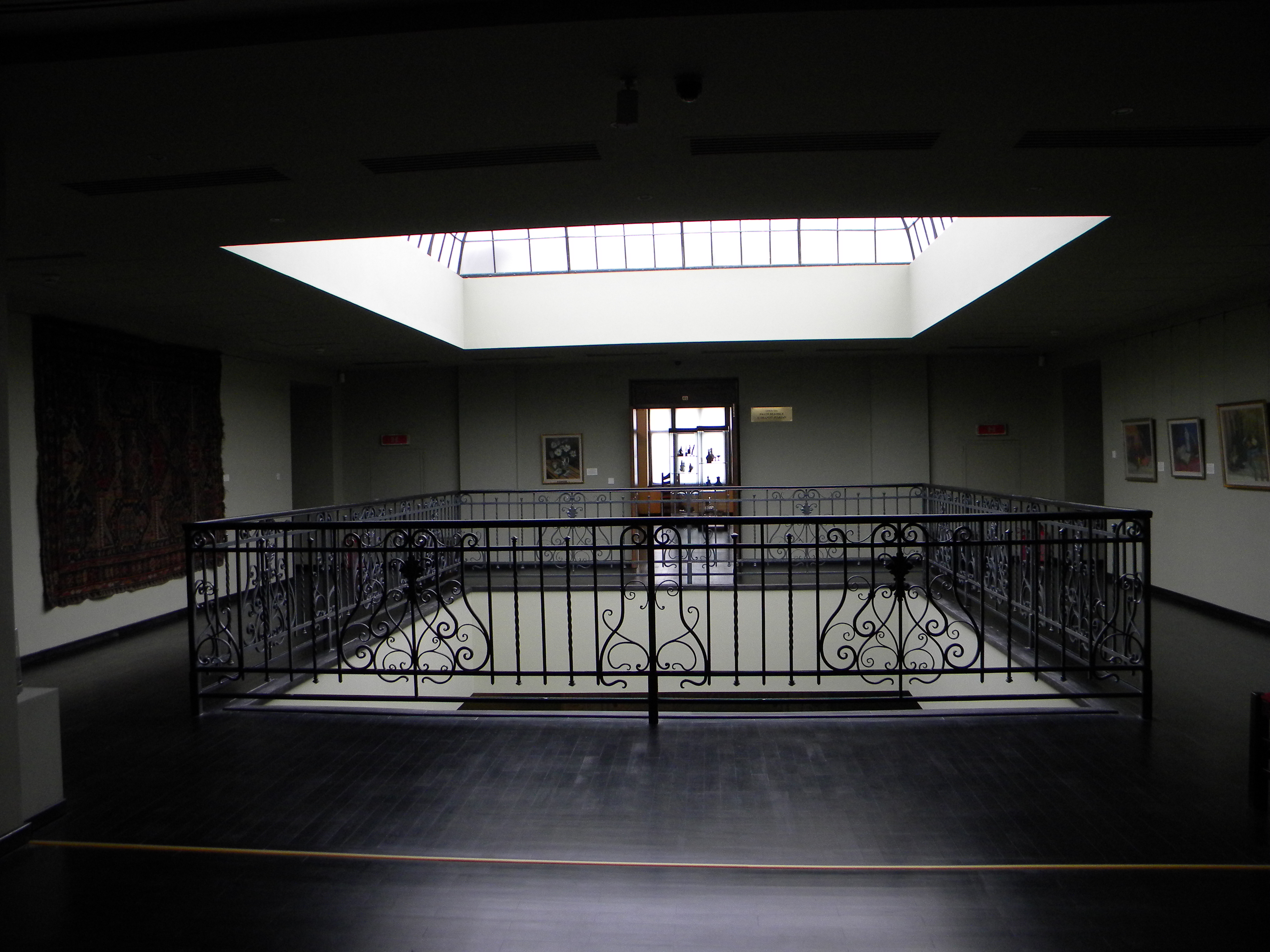

## Museus satèl·lits
El Museum of Art Collections també administra dos museus satèl·lits, el Museu Zambaccian i el Museu Theodor Pallady.